# مسجد رستم پاشا
مسجد رستم‌پاشا یکی از مساجد شهر استانبول در ترکیه است. این مسجد در سال ۱۵۶۱ به دستور رستم پاشا صدراعظم و توسط معمار سِنان ساخته شده‌است. از آنجا که زمین‌های منطقه امین‌اونو هم مرکز تجاری و هم گود بود معمار سنان در زیر این مسجد مخازن و دکان‌هایی ساخته‌است. ارزش اصلی مسجد ناشی از نقوش گل‌هایی مانند میخک، مینا، لاله، رز و زنبق بعنوان نمونه‌ای از چینی‌کاری در قرن ۱۶ در دیوارهای شبستان ورودی و هم در ستون‌های پافیلی داخلی است.
مسجد رستم پاشا (ترکی استانبولی: Rüstem Paşa Camii) یکی از مساجد دوران عثمانی است که در بازار حصیربافان (Hasırcılar Çarşısı) در محلهٔ تحت‌القلعه واقع در ناحیه فاتح شهر استانبول، ترکیه، نزدیک بازار ادویه قرار دارد. این مسجد به نام رستم پاشا، صدر اعظم سلطان سلیمان قانونی، نام‌گذاری شده و طراحی آن را معمار سنان، معمار دربار عثمانی، بر عهده داشت و ساخت آن در حدود سال ۱۵۶۳ میلادی به پایان رسید.
ویژگی برجستهٔ این مسجد، وجود شمار فراوانی از کاشی‌های ایزنیک است که تقریباً همهٔ سطوح عمودی درون و بیرون مسجد، به‌ویژه زیر ایوان ورودی، را پوشانده‌اند.

## تاریخچه

### رستم پاشا
این مسجد توسط معمار سنان برای صدر اعظم رستم پاشا طراحی شد. رستم پاشا داماد میهرماه سلطان، دختر سلطان سلیمان قانونی از خُرَّم سلطان بود و در دو دوره، از ۱۵۴۴ تا ۱۵۵۳ و سپس از ۱۵۵۵ تا ۱۵۶۱ به‌عنوان صدر اعظم خدمت کرد.
رستم پاشا سفارش ساخت مجموعه‌ای از ساختمان‌های مهم شامل مدارس دینی، مساجد و بناهای دیگر را داد. پیش از مرگش در سال ۱۵۶۱، او امیدوار بود که مسجدی ویژهٔ خود در استانبول بسازد تا شاید بخشی از میراث مناقشه‌برانگیز خود را جبران کند. با این حال، میزان دقیق برنامه‌ریزی او برای این مسجد مشخص نیست.
سلطان سلیمان قانونی در سال ۱۵۶۲، پس از مرگ رستم پاشا، مجوز ساخت این مسجد را صادر کرد و اجرای آن را به معمار سنان، معمار رسمی دربار عثمانی، سپرد. مسجد رستم پاشا در میان دیگر مساجد ساخته‌شده توسط سنان از این نظر منحصربه‌فرد است که با کاشی‌کاری بسیار مجلل و رنگارنگ در داخل تزئین شده است. ممکن است خود رستم پاشا سفارش این کاشی‌های ایزنیک را داده باشد تا از طراح درباری، کارا مهمی، که به طراحی گل‌وگیاه‌های زیبا شهرت داشت، حمایت کند.

### تاریخ‌گذاری مسجد
تلاش‌ها برای تعیین دقیق تاریخ ساخت مسجد رستم پاشا به دلیل نبود کتیبه وقف‌نامه با دشواری‌هایی روبه‌رو بوده است. تجزیه‌وتحلیل مایکل دی. ویلیس از کاشی‌های ایزنیک این مسجد نشان می‌دهد که قدمت آن‌ها به سال ۱۵۵۵ بازمی‌گردد. بااین‌حال، برخی منابع دیگر اشاره دارند که برخی از این کاشی‌ها ممکن است پس از مرگ رستم پاشا در سال ۱۵۶۱ ساخته شده باشند. بررسی‌های تازه‌تر بر مبنای منابع اولیه نشان می‌دهد که این مسجد احتمالاً بین سال‌های ۱۵۶۱ تا ۱۵۶۳ ساخته شده است. اسناد خرید زمین متعلق به سال ۱۵۶۲ است و یکی از وقف‌نامه‌های آبی حاکی از آن است که مسجد در دسامبر ۱۵۶۲ هنوز کامل نشده بود. بنابراین، احتمالاً در اواخر سال ۱۵۶۳ به بهره‌برداری رسید.

### کاربری
این مسجد در آغاز به‌عنوان مسجد جمعه طراحی شد؛ چنان‌که در فرمان سلطنتی صادرشده توسط سلطان سلیمان نیز تصریح شده است. در دوره‌ای، از این مسجد به‌عنوان انبار فیلم استفاده می‌شد. در سال ۲۰۲۱، پس از مرمت گسترده، دوباره برای عبادت بازگشایی شد.

## معماری

### بیرون بنا
این مسجد کوچک بر سکویی مرتفع ساخته شده که بر فراز مجموعه‌ای از دکان‌های طاق‌دار قرار دارد. درآمد حاصل از اجارهٔ این مغازه‌ها قرار بود برای پشتیبانی مالی مجموعه مسجد به‌کار رود. ارتفاع این سکو باعث شده است که مسجد از چشم‌انداز شهری استانبول بیشتر دیده شود. پلکان‌هایی پیچ‌درپیچ در گوشه‌های مسجد، دسترسی به حیاط وسیع مسجد را فراهم می‌کنند. این مسجد دارای ایوانی دوگانه با پنج تاق‌نمای گنبددار است که از دل آن، سقفی کم‌ارتفاع و عمیق بیرون زده که بر ستونی متوالی تکیه دارد. به‌دلیل کمبود فضا در سکو، وضوخانه در سطح خیابان ساخته شد.

### درون بنا
این ساختمان در اصل یک هشت‌ضلعی است که درون یک مستطیل جای گرفته است. گنبد اصلی بر روی چهار نیم‌گنبد قرار دارد، نه در امتداد محورهای اصلی، بلکه در امتداد قطرها. قوس‌های گنبد از چهار ستون هشت‌ضلعی سرچشمه می‌گیرند—دو ستون در شمال، دو ستون در جنوب—و همچنین از پایه‌هایی که از دیوارهای شرقی و غربی بیرون زده‌اند. در شمال و جنوب، رواق‌هایی قرار دارند که با ستون‌ها و ستونچه‌های مرمرین پشتیبانی می‌شوند.

### کاشی‌کاری ایزنیک
آثار معمار سنان معمولاً بر ساختار بنا تمرکز داشتند و کمتر به تزیینات داخلی می‌پرداختند. اما مسجد رستم پاشا نقطهٔ گسستی چشمگیر از این شیوه است، زیرا در آن از کاشی‌کاری ایزنیک به‌صورت گسترده استفاده شده و همین امر آن را از دیگر آثار عثمانی متمایز می‌کند. شهر ایزنیک در آناتولی مرکز صنعت سفال عثمانی بود و پس از فتح قسطنطنیه در ۱۴۵۳، به یکی از ارکان اصلی تولید هنری در امپراتوری عثمانی تبدیل شد. برخی بر این باورند که علاقهٔ میهرماه سلطان، همسر سنان، به این تزیینات منبع الهام بوده است؛ اما احتمال بیشتری دارد که رستم پاشا برای حمایت از هنرمندان درباری به‌ویژه در طراحی گل‌وگیاه، خود خواهان چنین تزییناتی بوده باشد.
مسجد رستم پاشا به‌دلیل کاربرد گستردهٔ کاشی‌های ایزنیک در طرح‌های متنوع گل‌وبوته‌ای و هندسی شناخته می‌شود. این کاشی‌ها نه‌تنها نمای ایوان، بلکه محراب، منبر و دیوارها را نیز پوشانده‌اند. حدود ۲۳۰۰ کاشی در این مسجد به کار رفته که در حدود ۸۰ نقش مختلف سامان یافته‌اند. این کاشی‌ها از رنگ‌دانهٔ قرمزرنگی به نام گل اخرا ارمنی استفاده کرده‌اند که بعدتر به ویژگی شاخص کاشی‌های ایزنیک بدل شد. این رنگ در کاشی‌های دیوار قبله به‌شدت و به رنگ سرخ سیر به‌کار رفته است. رنگ سبز زمردی روشن تنها در یک پنل اضافه‌شده بر بالای درگاه بیرونی دیده می‌شود. بررسی‌ها نشان می‌دهد که پیش از افزودن این پنل، سبزترین رنگ موجود در کاشی‌ها همان فیروزه‌ای بوده است. برخی کاشی‌ها، به‌ویژه در پنل بزرگی که زیر ایوان سمت چپ ورودی اصلی قرار دارد، با رنگ‌های سبز مریم‌گلی و بنفش منگنز تزئین شده‌اند که ویژگی‌های سفال دمشق در دوره‌های پیشین را نشان می‌دهد. بااین‌حال، رنگ سبز زیتونی که در کاشی‌های دمشق دیده می‌شود در این مسجد وجود ندارد. هیچ مسجد دیگری از کاشی‌های ایزنیک به این اندازه فراوان بهره نگرفته است؛ در آثار بعدی، سنان از کاشی‌ها با احتیاط و کم‌تر استفاده کرد.
به گفتهٔ مایکل دی. ویلیس، برخی از کاشی‌های مسجد رستم پاشا منشأ اروپایی دارند و در قرن هجدهم از ایتالیا و هلند وارد شده‌اند.

### دیوار قبله و محراب
دیوار قبلهٔ مسجد رستم پاشا افزون‌بر کاشی‌های سنتی، سبک‌های نقاشی نوآورانه‌ای را در خود جای داده است که این ویژگی با توجه ویژهٔ این مسجد به کاشی‌کاری ایزنیک همخوانی دارد و در دیگر آثار سنان همچون مجموعه سلیمانیه نیز تا حدی دیده می‌شود. والتر ب. دنی این احتمال را مطرح کرده که پروژه بیش از حد بزرگ بوده و طراحان دیگری نیز در کنار سنان در آن نقش داشته‌اند.
دیوار قبله عمدتاً از کاشی‌هایی در طیف‌های مختلف آبی از جمله فیروزه‌ای و لاجوردی تشکیل شده است. گل اخرا ارمنی به‌عنوان رنگ مکمل در برخی نقاط به‌کار رفته و حال‌وهوای رنگی غالب این بخش را برجسته‌تر کرده است. بیشتر کاشی‌ها، نقوش تکرارشونده هستند و به‌طور ویژه برای این مسجد طراحی نشده‌اند. یکی از عناصر نمادین این بخش، «حاشیه رستم پاشا» است که از کاشی‌های لاجوردی با رز سفید و تزئینات فیروزه‌ای ساخته شده و در سراسر مسجد تکرار می‌شود. طرح‌های این بخش شامل غنچه گل رز، پالمت لوتوس و برگ‌هاست که ویژگی بارز تزیینات گیاهی در این مسجد هستند. با این حال، این کاشی‌کاری‌ها نسبتاً ساده‌اند: بیشتر جزییات تنها با دو رنگ آبی به‌کار رفته‌اند (که به آن نقاشی دو‌آبی گفته می‌شود) و به همین دلیل جلوه‌ای نسبتاً یکنواخت دارند.
در درون دیوار، محرابی نیم‌دوازده‌ضلعی قرار دارد. میان دو قاب محراب، یک پنل خطاطی جای گرفته و بالای آن سه پنجره دیده می‌شود. نقوش تکرارشوندهٔ کاشی‌ها به‌شکلی برش خورده‌اند که با ساختار معماری هماهنگ شوند؛ برای نمونه، کاشی‌های پایین محراب در محل رسیدن به کف، به‌صورت دلخواه و نامنظم بریده شده‌اند. نبود پایه در این بخش باعث شده تا کاشی‌کاری ناگهان به کف برسد و به‌شکلی ناهماهنگ پایان یابد.
میان قاب و طاقچهٔ محراب، بخشی کمانی با رنگ قرمز درخشان دیده می‌شود که چون در جای دیگری از مسجد این رنگ وجود ندارد، جلوه‌ای خاص دارد و با قرمز تیره‌ای که در دیگر کاشی‌های دیوار قبله به‌عنوان رنگ مکمل به‌کار رفته، در تضاد است. این بخش کمانی، در قیاس با کاشی‌کاری سادهٔ دو‌آبی در دو طرف آن، بسیار پرجزئیات و تزیینی است. کاشی‌های قاب محراب با کاشی‌های سفید برجسته و حاشیه‌هایی از خط حراسی آبی تزیین شده‌اند. این حاشیه‌ها اگرچه به شیوهٔ نقاشی دو‌آبی هستند، اما نسبت به دیگر کاشی‌های دو‌آبی دیوار قبله، زنده‌تر و غنی‌ترند. این حاشیه‌ها، هم قاب محراب و هم پنل خطاطی به خط ثلث را دربر می‌گیرند. نتیجه، ساختاری بی‌مانند در استانبول و در میان دیگر آثار معمار سنان است.

## نگارخانه

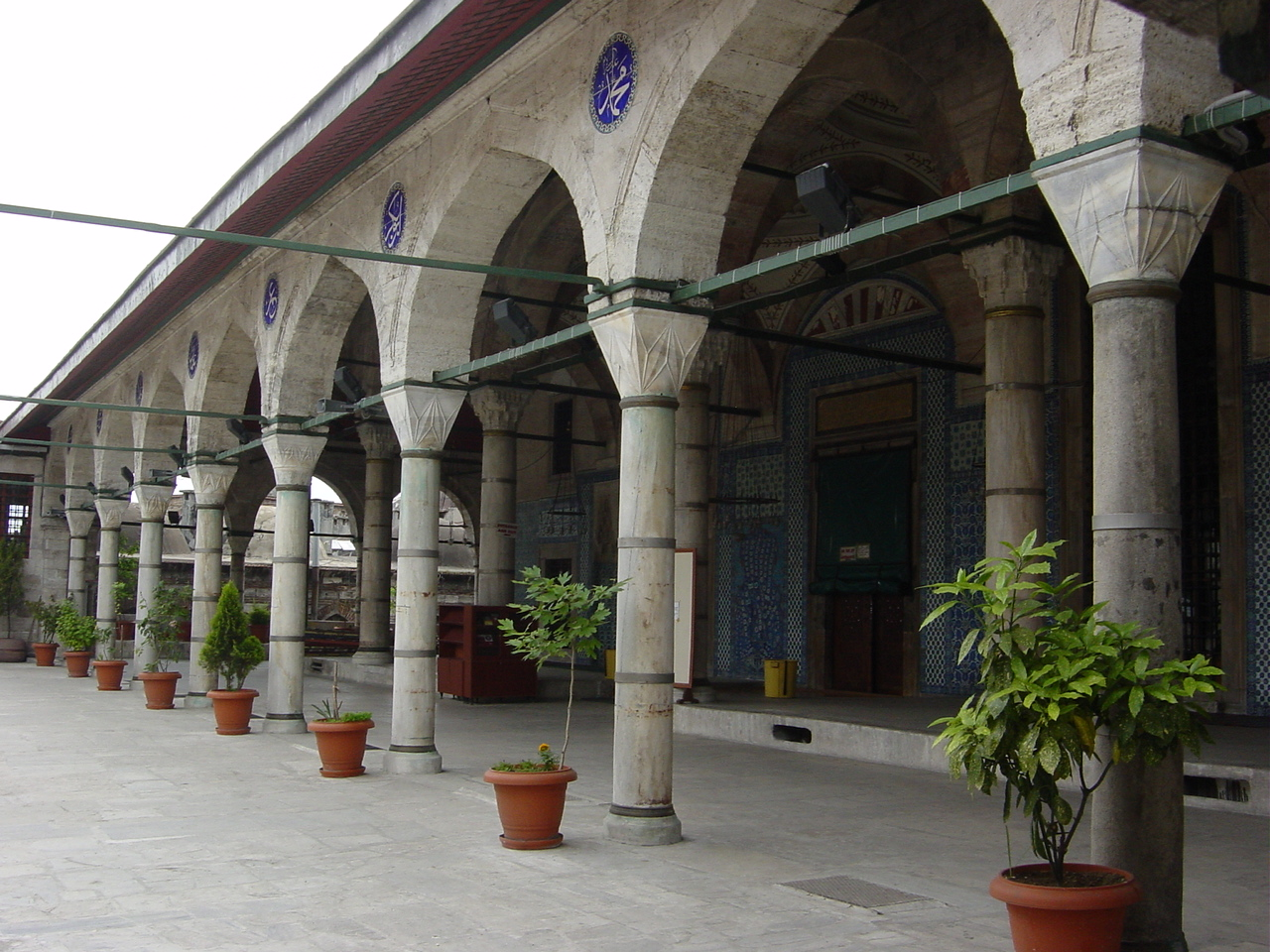
کاشی‌های ایزنیک مسجد

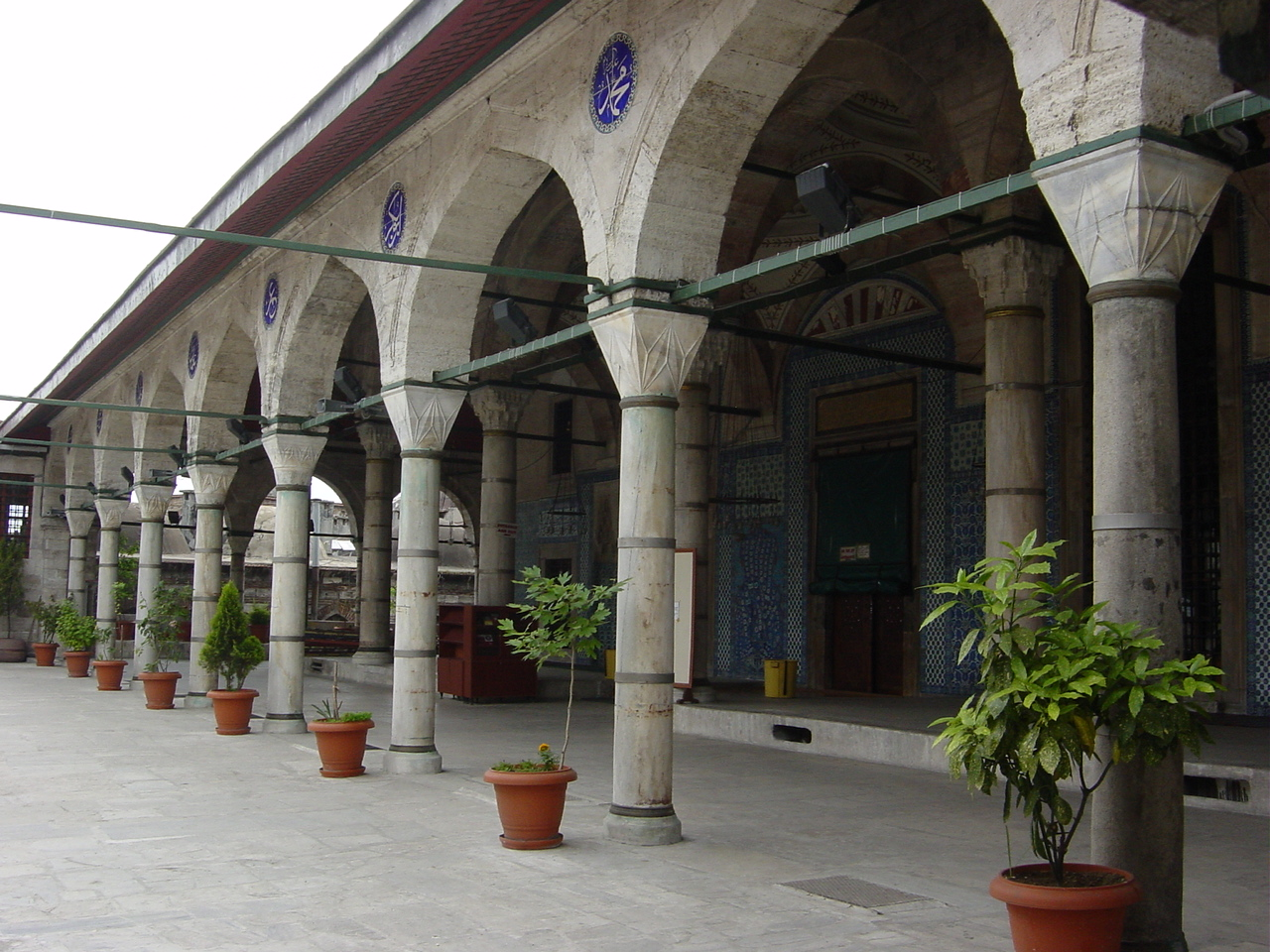
Arcade.
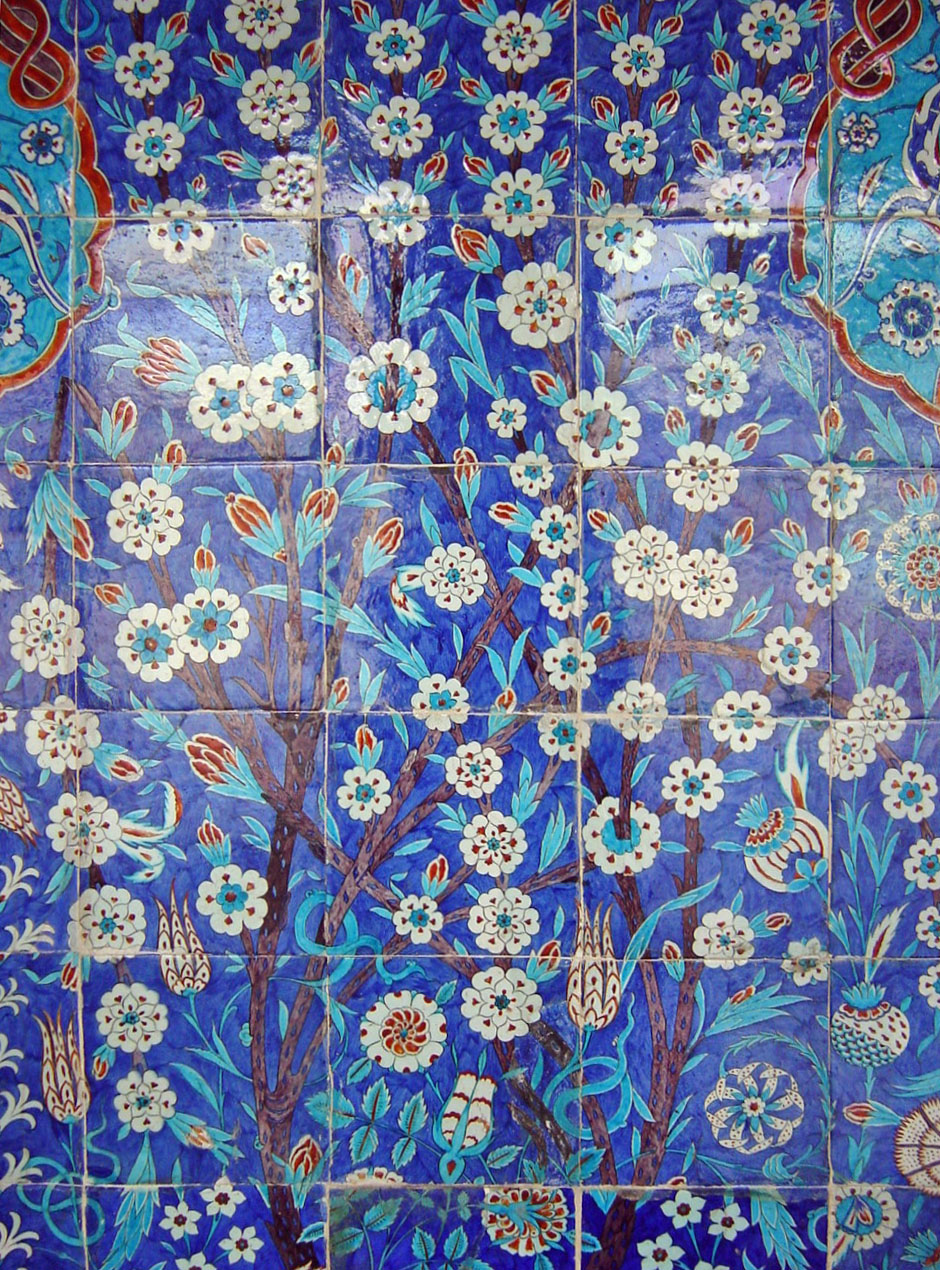
Decorated tiles.
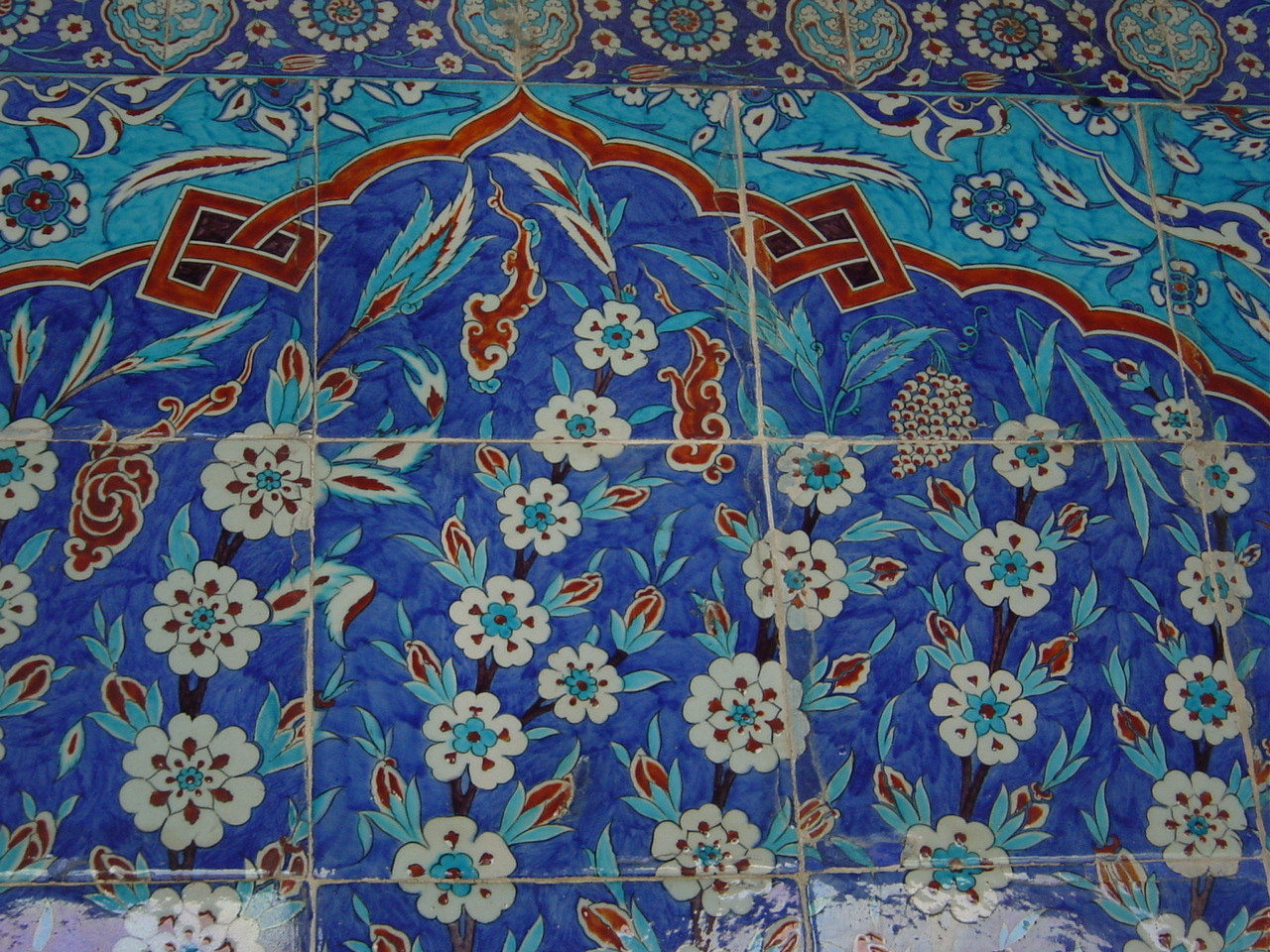
Decorated tiles.
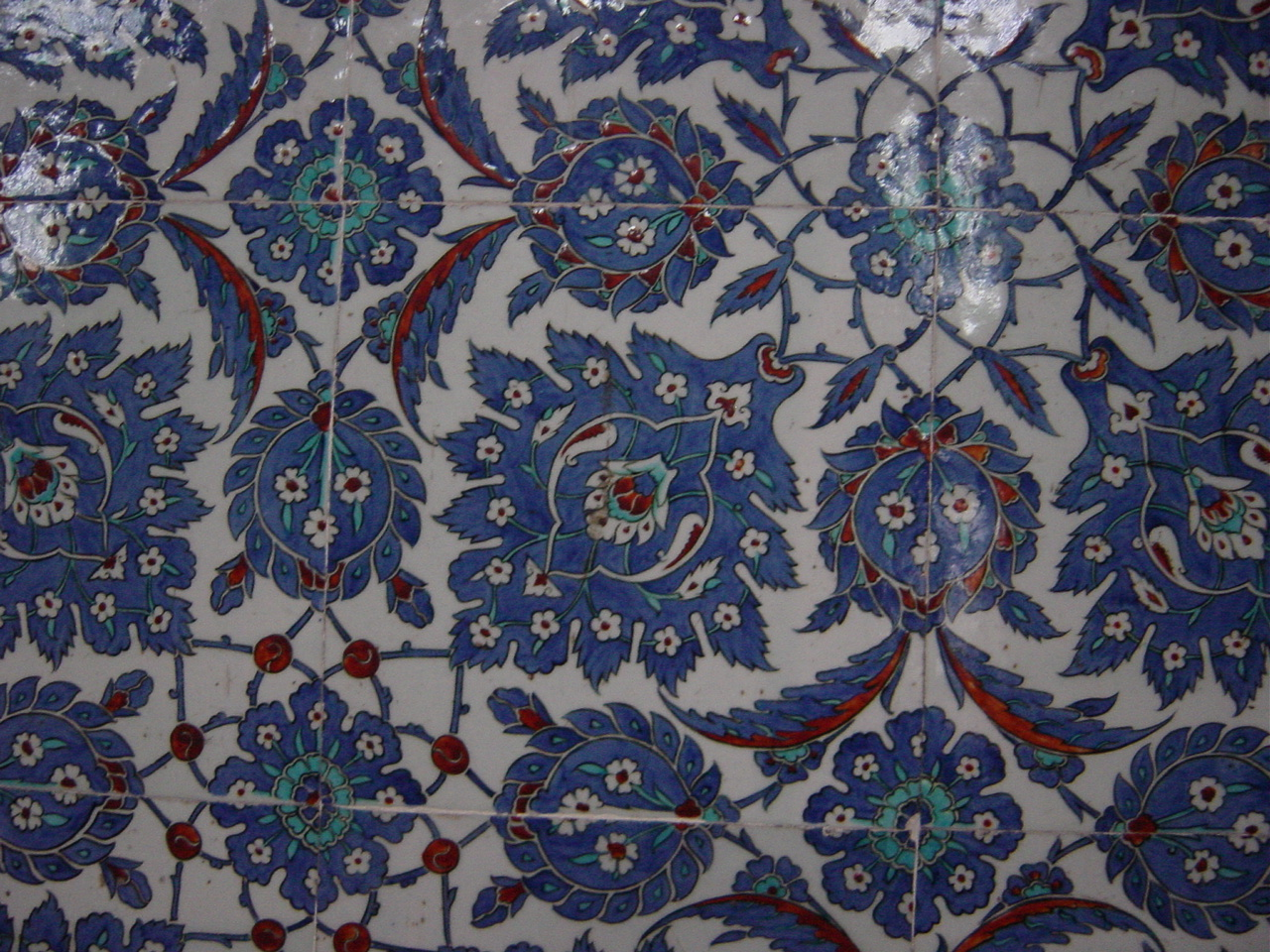
Decorated tiles.
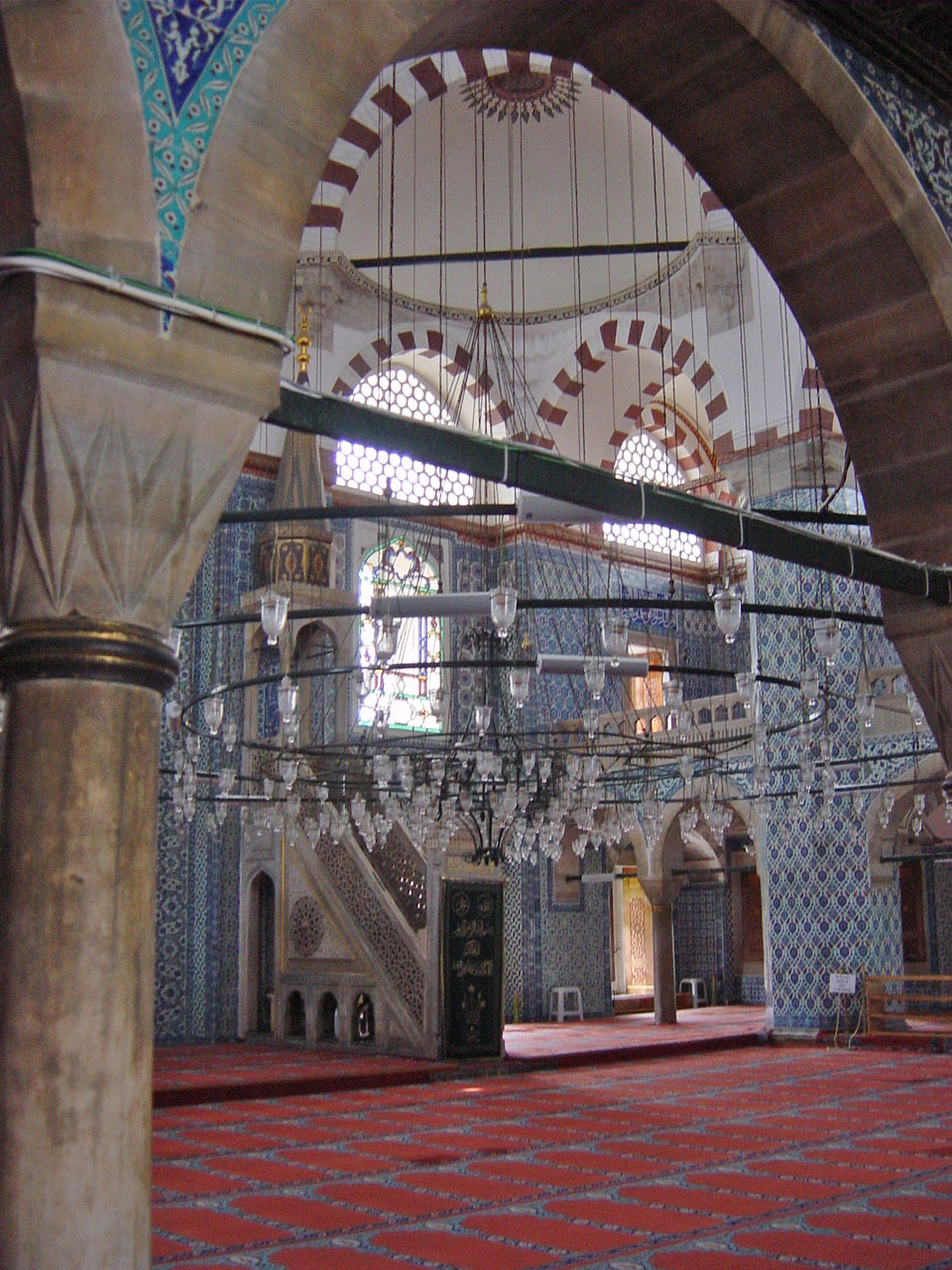
Inside view.
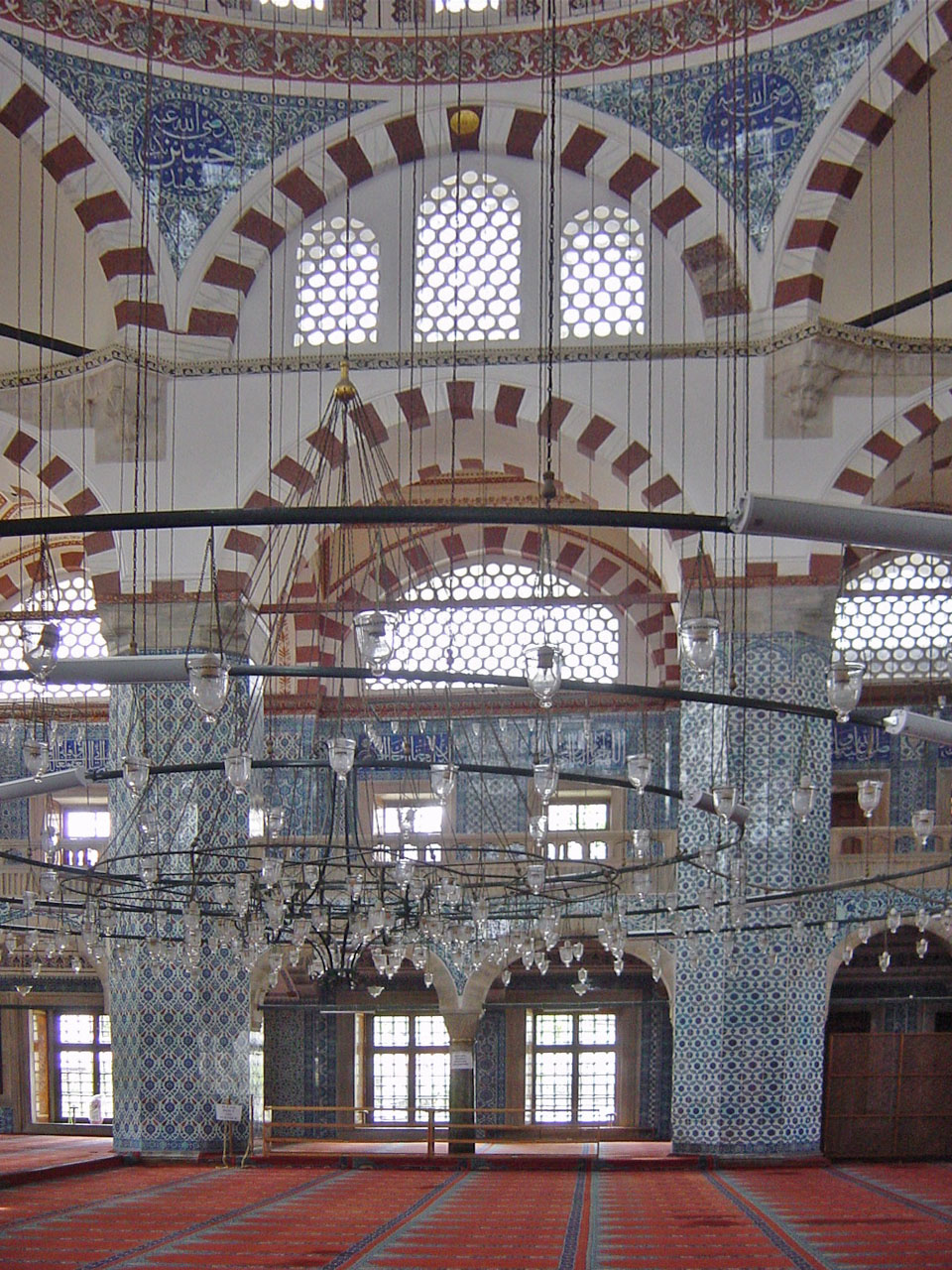
Inside view.

1. 1 2 3 4
2. 1 2 3
3. ↑  Necipoğlu 2005, p. 321.
4. 1 2
5. ↑  Necipoğlu 2005, pp. 321-323.
6. ↑  Necipoğlu 2005, p. 323.
7. 1 2
8. ↑  Necipoğlu 2005, p. 324.
9. ↑  Denny 2004, pp. 79-94.
10. 1 2
11. 1 2 3 4 5 6 7
12. ↑  Carswell 2006, pp. 74–76.
13. ↑  Atasoy & Raby 1989, p. 228.